# Ao Vivo (álbum de Kelly Key)
Ao Vivo é o primeiro álbum ao vivo da carreira da cantora pop brasileira Kelly Key, lançado originalmente em 20 de janeiro de 2004 pela gravadora Warner Music. O álbum reúne os maiores sucessos da carreira da cantora, como Escondido, Anjo,  Cachorrinho, Só Quero Ficar e Baba, Adoleta, Chic, Chic, mesclado com regravações de sucessos de outros cantores, vendendo ao todo 100 mil cópias.

## Produção e tema
Em 2003, devido a grande pressão do público por um trabalho que reunisse as canções famosas dos primeiros álbuns, Kelly Key passa a planejar a gravação de seu primeiro álbum ao vivo em meio à sua turnê. Segundo a cantora, devido à seu sucesso ter ocorrido em um tempo muito curto, o público pedia-lhe que criasse um álbum com seus sucessoa dos dois primeiros trabalhos em estúdio.
Gravado em 27 de julho de 2003, o trabalho foi retirado do show que Kelly Key fez na mais famosa casa de shows brasileira, o Canecão. O álbum reúne os maiores sucessos da carreira da cantora, como Escondido, Anjo,  Cachorrinho, Só Quero Ficar e Baba, Adoleta, Chic, Chic, trazendo um medley com versões de canções dos anos 60, reunindo em uma só faixa as canções Biquíni de Bolinha Amarelinha, Banho De Lua e Estúpido Cupido e ainda a regravação do sucesso Como Eu Quero, do Kid Abelha, banda que havia incluído dois anos antes em seu álbum ao vivo uma regravação de Baba.

## Lançamento e recepção
Lançado oficialmente em 20 de janeiro de 2004, o terceiro trabalho foi disponibilizado em três formatos, sendo eles apenas o álbum, apenas o DVD e também um box contendo o álbum ao vivo e o álbum Do Meu Jeito, o DVD e uma fita VHS alternativa.
O álbum recebeu críticas em sua maioria positivas. A Folha de S.Paulo classificou positivamente o novo trabalho, dizendo que o álbum é "leve e ao mesmo tempo prende a atenção" e que Kelly Key e completou dizendo que o álbum é indispensável na coleção de trabalhos lançados pela cantora. O jornalista Marcos Paulo Bin, do site Universo Musical disse que na crise anual do mercado fonográfico é muito difícil vender bem e ter uma carreira estável, mas que Kelly Key consegue retornar cada centavo gasto com as produções de seus álbuns. O jornalista ainda disse que o novo álbum "atende plenamente ao desejo do público" e deu destaque para a escolha de repertório e regravações.
| “ | Kelly Key matou a bola no peito e fez outro gol de placa. Mais do que vender bem no início da carreira e conquistar o público jovem, ela tem o mérito de manter o sucesso a cada novo trabalho. Ao contrário do que muitos disseram, Kelly Key não foi um vento passageiro, como prova o novo trabalho ao vivo | ” |

O álbum chegou ao primeiro lugar entre os álbuns mais vendidos, sendo certificado de ouro pela ABPD por ter vendido 100 mil cópias.

## Faixas
| N.º            | Título                                                                           | Compositor(es)                                                                 | Duração |  |
| 1.             | "Escondido"                                                                      | Kelly Key, Andinho                                                             | 3:08    |  |
| 2.             | "Adoleta"                                                                        | Gustavo Lins, Umberto Tavares, Victor Junior                                   | 3:34    |  |
| 3.             | "Quién Eres Tú?"                                                                 | Andinho                                                                        | 2:57    |  |
| 4.             | "Anjo"                                                                           | Kelly Key, Andinho                                                             | 3:07    |  |
| 5.             | "Por Causa de Você"                                                              | Andinho                                                                        | 4:04    |  |
| 6.             | "Como Eu Quero"                                                                  | Paula Toller, Leoni                                                            | 3:07    |  |
| 7.             | "Só Quero Ficar"                                                                 | Kelly Key                                                                      | 3:48    |  |
| 8.             | "A Loirinha, o Playboy e o Negão / Então Beija"                                  | Umberto Tavares, Andinho, Kelly Key                                            | 5:51    |  |
| 9.             | "Chic, Chic"                                                                     | Gustavo Lins, Umberto Tavares, Andinho                                         | 3:08    |  |
| 10.            | "Baba"                                                                           | Kelly Key                                                                      | 3:44    |  |
| 11.            | "Medley Anos 60: Biquíni de Bolinha Amarelinha / Banho De Lua / Estúpido Cupido" | Franco Migliacci, Bruno De Filippi, Neil Sedaka, Howard Greenfield, Fred Jorge | 3:08    |  |
| 12.            | "Cachorrinho"                                                                    | Andinho                                                                        | 4:11    |  |
| 13.            | "Chic Chic (Cuca Club House Mix)"                                                | Andinho                                                                        | 5:33    |  |
| 14.            | "Por Causa De Você (Cuca Beat Club Mix)"                                         | Gustavo Lins, Umberto Tavares, Victor Junior                                   | 6:44    |  |
| Duração total: | Duração total:                                                                   | Duração total:                                                                 | 50:02   |  |

## Singles
- "Por Causa de Você", único single lançado pelo álbum, em 9 de janeiro de 2004. A canção, uma composição submissa, é considerada o oposto de Baba, onde a cantora se mostra dominadora e feminista. O single foi bem recebido pela crítica e público, alcançando a primeira posição no Hot 100 Brasil e a sexta posição no Hit Parade Brasil, fechando como um dos singles mais tocados no ano no Brasil.

## Vendas e certificações
| País / Certificadora | Certificação | Vendas  |
| -------------------- | ------------ | ------- |
| Brasil ABPD          | Ouro         | 100.000 |

## Histórico de lançamento
| País            | Data                  | Formato | Gravadora    |
| --------------- | --------------------- | ------- | ------------ |
| Brasil          | 20 de janeiro de 2004 | CD      | Warner Music |
| Hispano-América | 2004                  | CD      | Warner Music |
| Portugal        | 7 de agosto de 2004   | CD      | Warner Music |